# Лукас, Томми
Томми Лукас (англ. Tommy Lucas; родился 22 сентября 1895 в Сент-Хеленсе — умер 11 декабря 1953) — английский футболист, защитник, выступавший за «Ливерпуль» в период между Первой и Второй мировыми войнами.

## Карьера
Прежде, чем в 1916 году присоединится к «Ливерпулю», Томми поиграл за большое количество местных любительских клубов, однако его дебют в новой команде состоялся только в 1919 году, так как во время Первой мировой войны Футбольная лига не проводила официальных матчей.
За годы, проведённые в клубе, Томми несколько раз терял место в основном составе, а затем, благодаря своему упорству, снова завоёвывал его. Всего же за это время он сыграл за «Ливерпуль» в 366 матчах и забил три гола. Свою последнюю игру за клуб он провёл 22 октября 1932 года против «Арсенала» на «Энфилде» (2:3) в возрасте 37 лет.

## Достижения
- Чемпион Англии: 1921/22